# Moisés Avelino
Moisés Nogueira Avelino (Santa Filomena, 20 de maio de 1940) é um médico, empresário e político brasileiro que foi governador do Tocantins, deputado federal pelo Tocantins e prefeito de Paraíso do Tocantins.

## Biografia
Moisés Avelino é filho de Antônio Luiz Avelino e Zulmira Nogueira Avelino, Moisés Avelino. Sua família possui extensa tradição política na cidade de Santa Filomena e segundo o Tribunal Regional Eleitoral piauiense, seu pai foi eleito prefeito do município em 1950, 1962 e 1976.
Aos 29 anos foi aprovado em concurso público para perito criminal de Goiás em 1969 e formou-se em Medicina pela Universidade Federal de Goiás em 1973, estagiando em hospitais e prontos-socorros de Goiânia até se estabelecer em Paraíso do Tocantins, cidade onde é proprietário de uma empresa agropecuária.
Iniciou sua carreira política em 1981, ao ingressar no MDB. Em 1982 foi eleito prefeito de Paraíso do Tocantins, cargo que acumulou com os de presidente da Associação dos Municípios do Vale do Araguaia e Tocantins (AMVAT) e da Cooperativa dos Produtores Rurais do Vale do Norte (COOPERNORTE), entre 1985 e 1988. 
Após a criação do Tocantins por força da Constituição de 1988 a partir do desmembramento do norte goiano, Avelino foi eleito deputado federal em 1988 e governador do estado no segundo turno de 1990, após derrotar o senador Moisés Abraão (PDC), apoiado pelo então governador Siqueira Campos. 
Em 1998 disputou novamente o Palácio Araguaia, mas foi vencido por Siqueira Campos. Naquele mesmo ano, seu filho, Igor Avelino, foi eleito deputado federal. 
Derrotado na eleição para senador em 2002, Moisés Avelino conquistou uma vaga na Câmara dos Deputados em 2006, embora não tenha se reelegido em 2010.
Em 2012 foi novamente eleito prefeito de Paraíso do Tocantins, sendo reeleito em 2016.
Avelino é membro do Diretório Regional do PMDB de Tocantins e da executiva nacional, além de ocupar uma diretoria na Fundação Ulysses Guimarães.
Atualmente está afastado da vida pública e faz tratamento contra um câncer. 